# Enevold de Falsen

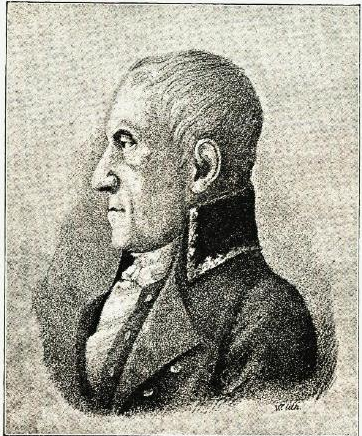
Enevold Falsen.

Enevold de Falsen, född den 17 oktober 1755 i Köpenhamn, död den 16 november 1808, var en norsk ämbetsman och skriftställare, son till Christian Magnus de Falsen, far till Christian Magnus och Carl Valentin Falsen, farfar till John Collett Falsen.
de Falsen blev 1777 assessor och 1788 justitiarius vid Overhofretten i Kristiania, 1789 lagman i Stegen (Nordlands amt), 1791 assessor i Höiesteret (i Köpenhamn) och 1802 justitiarius i Stiftsoverretten i Kristiania. 1807 blev han medlem av den provisoriska regeringskommission, som under kriget mot England och Sverige hade uppdrag att handlägga de rent norska angelägenheterna. Men landets olyckor överväldigade honom, och natten till den 17 november 1808 sökte och fann han döden i Kristianiafjorden. 
Som skald intar de Falsen en framstående plats i sin tids dansk-norska litteratur. Han var en av ledarna för Det dramatiske selskab i Kristiania, översatte och bearbetade ett stort antal teaterpjäser samt författade själv flera sådana, av vilka lustspelet Dragedukken (1797) är det mest bekanta. Vid engelsmännens anfall på Köpenhamn, 1801, livade han försvararna med sin bekanta krigssång "Til vaaben! Se, fienderne komme", och 1808 utgav han tidningen "Budstikken" (budkavlen), i vilken han meddelade underrättelser från krigsskådeplatsen och eldade sina landsmäns mod. "Budstikken" intar därigenom en egen plats inom den norska litteraturen.